# Yvan Bourgis
Yvan Bourgis (Monistrol-sur-Loire, 24 settembre 1979) è un ex calciatore francese, di ruolo difensore.